# سان میکله سالنتینو
سان میکله سالنتینو (به ایتالیایی: San Michele Salentino) یک کومونه در ایتالیا است که در استان بریندیزی واقع شده‌است.
 سان میکله سالنتینو ۲۶ کیلومتر مربع مساحت و ۶٬۳۷۲ نفر جمعیت دارد و ۱۵۳ متر بالاتر از سطح دریا واقع شده‌است.

## خواهرخوانده
شهر مونته سنت آنجلو خواهرخواندهٔ سان میکله سالنتینو هست.